# Javier Assad
Javier Eduardo Assad (Tijuana, México, 30 de julio de 1997), más conocido como Javier Assad, es un jugador profesional mexicano de béisbol que se desempeña en la posición de lanzador en Chicago Cubs, equipo de las Grandes Ligas de Béisbol (MLB).

## Carrera
En 2022, Assad hizo su debut en la MLB con el equipo Chicago Cubs, donde lleva jugando tres temporadas.